# هیرونوری ناگامینه
هیرونوری ناگامینه (انگلیسی: Hironori Nagamine؛ زادهٔ ۱۲ مهٔ ۱۹۷۳) بازیکن فوتبال اهل ژاپن است.